# Klub Paradise
Klub Paradise (ang. The Paradise Club, 1989–1990) – brytyjski serial kryminalny stworzony przez Murraya Smitha.
Światowa premiera serialu miała miejsce 19 września 1989 roku na kanale BBC. Ostatni odcinek został wyemitowany 27 listopada 1990 roku. W Polsce serial nadawany był dawniej na kanale TVP1.

## Obsada
- Don Henderson jako Frank Kane
- Leslie Grantham jako Danny Kane
- David Swift jako Max Wartbug
- Peter Gowen jako Jonjo O'Brady
- Treva Etienne jako pułkownik Mombassa

i inni

## Spis odcinków
| N/o            | Tytuł angielski           |
| -------------- | ------------------------- |
|                |                           |
| SERIA PIERWSZA |                           |
|                |                           |
| 01             | Unfrocked in Babylon      |
|                |                           |
| 02             | Family Favours            |
|                |                           |
| 03             | Sudden Death Tango        |
|                |                           |
| 04             | Crack in the Mirror       |
|                |                           |
| 05             | Bring on the Cavalry      |
|                |                           |
| 06             | Up Jumped a Swagperson    |
|                |                           |
| 07             | Short Story               |
|                |                           |
| 08             | Revolving Funds           |
|                |                           |
| 09             | Sins of the Father        |
| 10             | Sins of the Father        |
|                |                           |
| SERIA DRUGA    |                           |
|                |                           |
| 11             | Chinese Whispers          |
|                |                           |
| 12             | Hell's Kitchenette        |
|                |                           |
| 13             | Faces from the Past       |
|                |                           |
| 14             | The Great Fly-Tipping War |
|                |                           |
| 15             | Old Pals                  |
|                |                           |
| 16             | Lord of the Files         |
|                |                           |
| 17             | Rock and Roll Roulette    |
|                |                           |
| 18             | The Rotherhithe Project   |
|                |                           |
| 19             | Snow Business             |
|                |                           |
| 20             | Dead Dogs Don't Bark      |
|                |                           |